# Cobh Ramblers FC
Cobh Ramblers FC este un club de fotbal din Cobh, Comitatul Cork, Irlanda.

## Titluri
- FAI League of Ireland: 1
  - 2007

## Jucători notabili
- Roy Keane
- Stephen Ireland

## Antrenori notabili
- Liam Mcmahon
- Alfie Hale
- Damien Richardson
- Stephen Henderson